# Championnats des États-Unis d'athlétisme 2003
Navigation
Championnats 2002 Championnats 2004
Les Championnats des États-Unis d'athlétisme 2003 ont eu lieu du 19 au 22 juin 2003 au Cobb Track & Angell Field de Palo Alto, en Californie.

## Faits marquants
Ces championnats sont marqués par des faits de dopage, en pleine affaire Balco. Chez les hommes, Tim Montgomery, 2e sur 100 mètres, Calvin Harrison, 2e sur 400 mètres, Eric Thomas, 1er sur 400 m haies, et Kevin Toth, vainqueur du lancer du poids, sont déclassés. Chez les femmes, Kelli White, 1re du 100 mètres et du 200 mètres, Regina Jacobs, 1re sur 1 500 mètres, Sandra Glover, 3e sur 400 m haies, et Melissa Myerscough, 1re au lancer du marteau, perdent également titres et médailles.

## Résultats

### Hommes
| Event                      | Or                               | Argent                          | Bronze                         |
| -------------------------- | -------------------------------- | ------------------------------- | ------------------------------ |
| 100 mètres Vent: +1,6 m/s  | Bernard Williams 10 s 11         | Jon Drummond 10 s 18            | Coby Miller 10 s 23            |
| 200 mètres Vent: +0,1 m/s  | Darvis Patton 20 s 15            | John Capel 20 s 17              | Joshua J. Johnson 20 s 22      |
| 400 mètres                 | Tyree Washington 44 s 33         | Jerome Young 44 s 79            | Derrick Brew 45 s 05           |
| 800 mètres                 | David Krummenacker 1 min 45 s 53 | Khadevis Robinson 1 min 46 s 21 | Jonathon Johnson 1 min 46 s 76 |
| 1 500 mètres               | Jason Lunn 3 min 44 s 00         | Bryan Berryhill 3 min 44 s 30   | Grant Robison 3 min 44 s 83    |
| 5 000 mètres               | Tim Broe 13 min 35 s 23          | Adam Goucher 13 min 35 s 67     | Jorge Torres 13 min 36 s 42    |
| 10 000 mètres              | Alan Culpepper 27 min 55 s 36    | Meb Keflezighi 27 min 57 s 59   | Dan Browne 28 min 03 s 48      |
| 110 m haies Vent: -2,4 m/s | Allen Johnson 13 s 37            | Terrence Trammell 13 s 38       | Larry Wade 13 s 43             |
| 400 m haies                | Bershawn Jackson 49 s 01         | Joey Woody 49 s 22              | James Carter 49 s 23           |
| 3 000 m steeple            | Steve Slattery 8 min 23 s 58     | Daniel Lincoln 8 min 24 s 10    | Robert Gary 8 min 24 s 82      |
| 20 000 m marche            | Kevin Eastler 1 h 23 min 52 s 20 | Tim Seaman 1 h 24 min 47 s 37   | John Nunn 1 h 25 min 15 s 89   |
| Saut en hauteur            | Jamie Nieto 2,30 m               | Matt Hemingway 2,27 m           | Terrance Woods 2,27 m          |
| Saut à la perche           | Jeff Hartwig 5,70 m              | Derek Miles 5,70 m              | Timothy Mack 5,70 m            |
| Saut en longueur           | Dwight Phillips 8,24 m           | Walter Davis 8,24 m             | Savanté Stringfellow 8,22 m    |
| Triple saut                | Kenta Bell 17,59 m               | Walter Davis 17,55 m            | Tim Rusan 17,19 m              |
| Lancer du poids            | John Godina 21,04 m              | Reese Hoffa 20,64 m             | Adam Nelson 20,61 m            |
| Lancer du disque           | Carl Brown 66,66 m               | Adam Setliff 62,92 m            | Doug Reynolds 62,71 m          |
| Lancer du marteau          | James Parker 73,04 m             | Patrick McGrath 72,12 m         | Tom Freeman 70,08 m            |
| Lancer du javelot          | Breaux Greer 79,37 m             | Rob Minnitti 77,21 m            | Joshua Johnson 76,16 m         |
| Décathlon                  | Tom Pappas 8 784 pts             | Bryan Clay 8 482 pts            | Paul Terek 8 275 pts           |

### Femmes
| Event                      | Or                                | Argent                           | Bronze                          |
| -------------------------- | --------------------------------- | -------------------------------- | ------------------------------- |
| 100 mètres Vent: -1,1 m/s  | Torri Edwards 11 s 13             | Gail Devers 11 s 16              | Inger Miller 11 s 17            |
| 200 mètres Vent: +0,0 m/s  | Torri Edwards 22 s 45             | Allyson Felix 22 s 59            | LaTasha Jenkins 22 s 65         |
| 400 mètres                 | Sanya Richards 51 s 01            | Demetria Washington 51 s 54      | DeeDee Trotter 51 s 78          |
| 800 mètres                 | Jearl Miles Clark 1 min 58 s 84   | Nicole Teter 1 min 59 s 91       | Jen Toomey 2 min 00 s 12        |
| 1 500 mètres               | Suzy Favor-Hamilton 4 min 03 s 70 | Tiffany McWilliams 4 min 10 s 85 | Collette Liss 4 min 11 s 04     |
| 5 000 mètres               | Marla Runyan 15 min 16 s 18       | Shalane Flanagan 15 min 20 s 54  | Shayne Culpepper 15 min 23 s 59 |
| 10 000 mètres              | Deena Drossin 31 min 28 s 97      | Elva Dryer 31 min 35 s 74        | Katie McGregor 31 min 54 s 78   |
| 100 m haies Vent: -0,1 m/s | Gail Devers 12 s 61               | Miesha McKelvy-Jones 12 s 62     | Jenny Adams 12 s 68             |
| 400 m haies                | Raasin McIntosh 54 s 62           | Joanna Hayes 54 s 76             | Brenda Taylor 55 s 60           |
| 3 000 m steeple            | Briana Shook 9 min 44 s 71        | Kathryn Andersen 9 min 47 s 17   | Lisa Nye 9 min 49 s 14          |
| 20 000 m marche            | Michelle Rohl 1 h 34 min 31 s 06  | Joanne Dow 1 h 34 min 57 s 79    | Teresa Vaill 1 h 36 min 38 s 38 |
| Saut en hauteur            | Amy Acuff 1,95 m                  | Gwen Wentland 1,92 m             | Non décerné                     |
| Saut en hauteur            | Amy Acuff 1,95 m                  | Tisha Waller 1,92 m              | Non décerné                     |
| Saut à la perche           | Stacy Dragila 4,50 m              | Jillian Schwartz 4,40 m          | Mary Sauer 4,35 m               |
| Saut à la perche           | Stacy Dragila 4,50 m              | Jillian Schwartz 4,40 m          | Becky Holliday 4,35 m           |
| Saut en longueur           | Grace Upshaw 6,64 m               | Rose Richmond 6,56 m (w)         | Jenny Adams 6,45 m              |
| Triple saut                | Yuliana Pérez 14,23 m             | Tiombe Hurd 13,96 m              | Nicole Gamble 13,90 m           |
| Lancer du poids            | Kristin Heaston 18,33 m           | Seilala Sua 17,69 m              | Laura Gerraughty 17,61 m        |
| Lancer du disque           | Aretha Hill 63,98 m               | Suzy Powell 62,58 m              | Seilala Sua 60,01 m             |
| Lancer du marteau          | Anna Mahon 69,04 m                | Dawn Ellerbe 66,76 m             | Jukina Dickerson 65,58 m        |
| Lancer du javelot          | Erica Wheeler 56,85 m             | Kim Kreiner 56,39 m              | Denise O'Connell 53,38 m        |
| Heptathlon                 | Shelia Burrell 6 159 pts          | Kim Schiemenz 6 003 pts          | Tiffany Lott-Hogan 5 843 pts    |